# ChADI-8
ChADI-8 – radziecki samochód wyścigowy, skonstruowany przez ChADI. Uczestnik Sowieckiej Formuły 1.

## Historia
Model został zbudowany w instytucie ChADI w Charkowie wokół przepisów Mistrzostw Świata Formuły 1. Składało się na niego opływowe nadwozie, którego konstrukcja opierała się na samochodach Formuły 1 końca lat 60. Był wyposażony w silnik V8 o pojemności 1974 cm³, który rozwijał moc maksymalną 340 KM przy 6500 rpm. Rozstaw osi modelu wynosił 2600 mm, a masa – 550 kg. Samochód rozwijał maksymalną prędkość 200 km/h. W 1971 roku uczestniczył w mistrzostwach Sowieckiej Formuły 1. Władimir Kapszejew ustanowił nim także rekord ZSRR prędkości na lądzie w klasie do 5000 cm³ na dystansie 500 m, osiągając 96,5 km/h. Jednakże w próbie tej samochód został zniszczony, po czym w latach 1971–1972 odbudowany, udoskonalony i przemianowany na ChADI-10.